# Martin Winterkorn

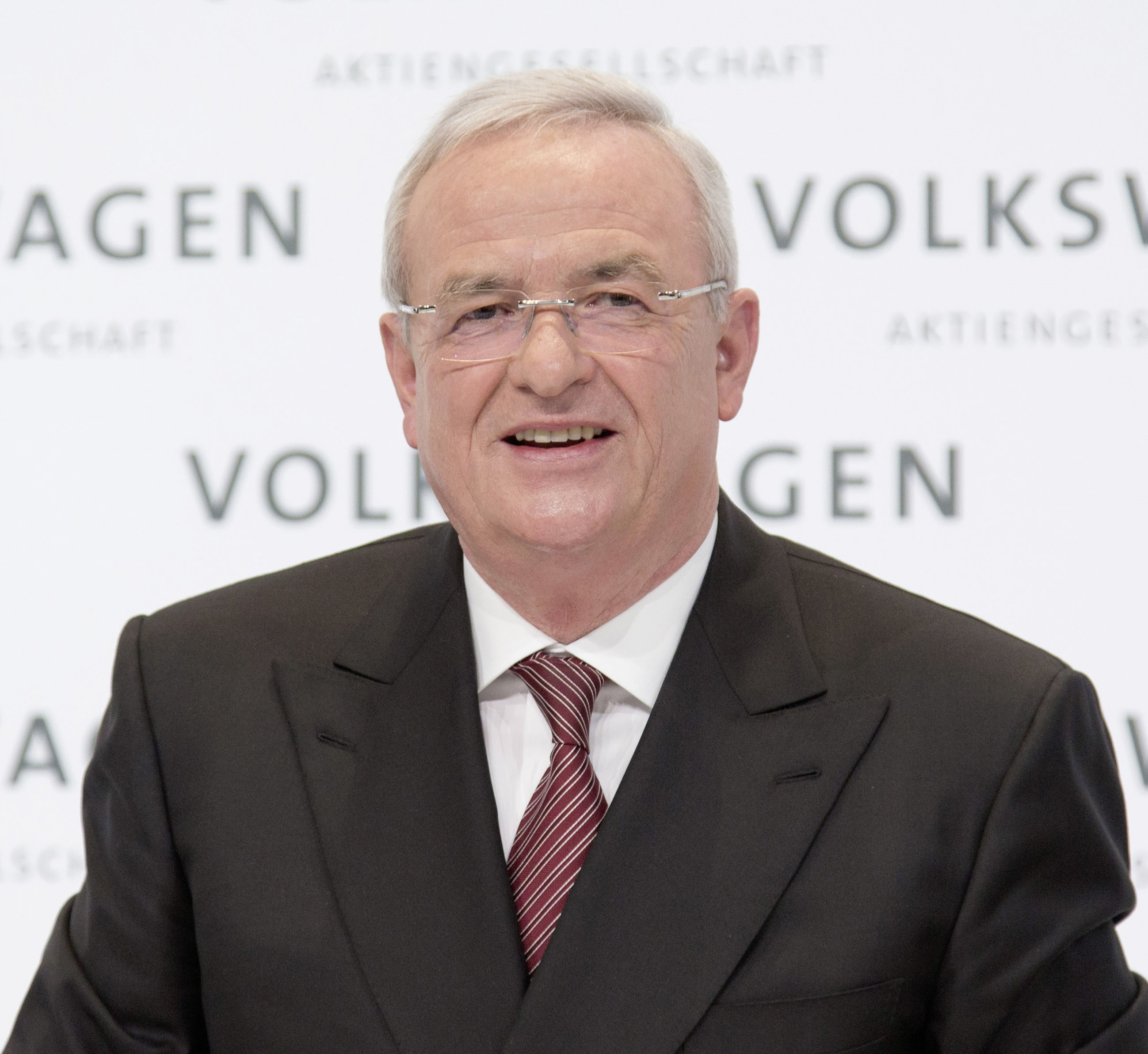
Martin Winterkorn (2015)

Martin Winterkorn (* 24. Mai 1947 in Leonberg) ist ein ehemaliger deutscher Manager. Er war vom 1. Januar 2007 bis zum 23. September 2015 Vorstandsvorsitzender der Volkswagen AG und vom 25. November 2009 bis zum 31. Oktober 2015 Vorstandsvorsitzender bei der Porsche Automobil Holding SE. Außerdem war er vom 1. Januar 2007 bis 11. November 2015 Aufsichtsratsvorsitzender der Audi AG. Im Zuge des Abgasskandals bei VW stand Winterkorn seit Februar 2021 zusammen mit vier weiteren ehemaligen Volkswagen-Beschäftigten wegen des Verdachts des schweren gewerbs- und bandenmäßigen Betruges vor Gericht. Das Verfahren gegen Winterkorn wurde am 1. Juli 2025 wegen Verhandlungsfähigkeit vorläufig eingestellt.

## Leben und Wirken

### Ausbildung
Im Jahr 1966 begann Martin Winterkorn ein Studium der Metallkunde und Metallphysik an der Universität Stuttgart. Von 1973 bis 1977 war er Doktorand am Max-Planck-Institut für Metallforschung. 1977 wurde er zum Dr. rer. nat. promoviert.

### Karriere

#### Audi
Nach Tätigkeiten im Forschungsbereich bei der Robert Bosch GmbH wechselte er 1981 als Assistent des Vorstands für Qualitätssicherung zur Audi NSU Auto Union AG. Anfang 1988 wurde er Bereichsleiter der „Zentralen Qualitätssicherung“ und zwei Jahre danach Leiter der Qualitätssicherung des seit Jahresbeginn 1985 als Audi AG firmierenden Automobilherstellers.
Am 1. März 2002 wurde Winterkorn Vorstandsvorsitzender der Audi AG. Er leitete die zum 1. Januar 2002 neu gebildete Markengruppe Audi, zu der neben Audi die Marken Seat und Lamborghini gehörten. Außerdem leitete er dort seit dem 16. Januar 2003 den Geschäftsbereich „Technische Entwicklung“. In seiner Eigenschaft als Vorstandsvorsitzender der Audi AG saß Winterkorn seitdem im Vorstand der Volkswagen AG. Am 6. Dezember 2006 wurde auf der vierten ordentlichen Hauptversammlung 2006 der ehemalige Vorstand des Geschäftsbereiches Finanz und Organisation, Rupert Stadler, zum Nachfolger Winterkorns als Vorstand der Audi AG erklärt.

#### Volkswagen
1993 wechselte Winterkorn als Leiter der „Konzern-Qualitätssicherung“ zu Volkswagen. Im März 1994 wurde er zum Generalbevollmächtigten der Volkswagen AG, im Juni 1995 zusätzlich zum Verantwortlichen für das Produktmanagement des Volkswagen-Konzerns ernannt. Im Januar 1996 wurde Winterkorn Markenvorstand für die „Technische Entwicklung“ bei der Marke Volkswagen. Ab Juli 2000 war er Mitglied des VW-Konzernvorstands für den Geschäftsbereich „Forschung und Entwicklung“.
Nach der Zustimmung des Aufsichtsrats vom 17. November 2006 trat er am 1. Januar 2007 die Nachfolge von Konzern-Chef Bernd Pischetsrieder als Vorstandsvorsitzender der Volkswagen AG an. Hier nahm er einen kompletten Stab an Mitarbeitern mit, darunter u. a. den Chefdesigner Walter Maria de Silva und den damaligen Entwicklungschef Ulrich Hackenberg. Als direkter Vorgesetzter leitete er weiterhin die Geschäftsbereiche Vertrieb sowie Forschung und Entwicklung im Volkswagenwerk Wolfsburg.
Als Vorstandschef von Volkswagen verdiente Winterkorn im Geschäftsjahr 2011 17,456 Millionen Euro – so viel wie noch kein anderer Vorstandsvorsitzender eines DAX-Unternehmens vor ihm. Infolgedessen entbrannte eine scharfe Diskussion um überhöhte Managervergütungen und deren Unverträglichkeit in einer sozialen Marktwirtschaft, verbunden mit der Forderung, die Regeln zur Ausgestaltung der Vorstandsvergütung gesetzlich weiter zu verschärfen, nachdem das Gesetz zur Angemessenheit der Vorstandsvergütung die Gehaltsexzesse nicht verhindern konnte. Der Pensionsanspruch Winterkorns beträgt 1,33 Millionen Euro pro Jahr, dafür hat VW 28,6 Millionen zurückgestellt.
Im April 2015 kritisierte ihn der Vorsitzende des VW-Aufsichtsrates Ferdinand Piëch überraschend mit der Aussage „Ich bin auf Distanz zu Winterkorn.“ wegen der Schwierigkeiten am US-Markt und des Verschleppens eines Markteinstiegs mit Billigfahrzeugen.
Für seine 400 Quadratmeter große VW-Villa in Groß Schwülper zahlte Winterkorn der VW-Immobilienfirma nur fünf Euro Miete pro Quadratmeter. Diese begründete die günstige Miete damit, dass Winterkorn nur rund die Hälfte der Fläche privat genutzt habe; die anderen Räume hätten für die Bewirtung von Gästen des Unternehmens zur Verfügung gestanden. Den Garten habe man umgebaut und dabei einen Teich für Kois angelegt; dabei habe allein die Heizanlage im Teich 60.000 Euro gekostet.
Am 23. September 2015 trat Winterkorn wegen des VW-Abgasskandals als VW-Konzernchef zurück, nachdem US-Behörden Manipulationen bei Dieselautos aufgedeckt hatten. Am 17. Oktober trat er auch vom Vorstandsvorsitz der Porsche Automobil Holding SE zurück, sowie am 11. November 2015 vom Aufsichtsratsvorsitz der Audi AG.

#### Mandate
Winterkorn wurde nach der beschlossenen Verschmelzung der Konzerne Volkswagen und Porsche am 13. August 2009 auch zum Vorstandsvorsitzenden der Porsche Automobil Holding berufen. Er hatte ein Aufsichtsratsmandat bei der FC Bayern München AG. Winterkorn hatte zudem einen Sitz im Aufsichtsrat der Infineon Technologies AG.

### Weitere Tätigkeiten
2003 wurde Winterkorn Honorarprofessor der Technischen und Wirtschaftswissenschaftlichen Universität Budapest. Zum 1. August 2004 erfolgte seine Bestellung zum Honorarprofessor an der Technischen Universität Dresden für das Fachgebiet Leichtbauwerkstoffe im Fahrzeugbau. Er war zudem an der TU Dresden von 2002 bis 2015 Mitglied zunächst des Kuratoriums und dann des Hochschulrates. Winterkorn war außerdem von 2007 bis 2015 Mitglied des Hochschulrates der TU Braunschweig und ist Mitglied der Atlantik-Brücke e. V., eines Vereins zur Förderung des deutsch-amerikanischen Verständnisses.

### Strafverfahren im VW-Abgasskandal
Die Staatsanwaltschaft Braunschweig teilte am 27. Januar 2017 mit, dass sie gegen Winterkorn im VW-Abgasskandal neben Ermittlungen wegen des Verdachts der strafbaren Werbung gemäß § 16 des Gesetzes gegen den unlauteren Wettbewerb (UWG) nun auch wegen des Anfangsverdachts des Betruges ermittele. Am 3. Mai 2018 gab eine Bundesjury (Federal Grand Jury) in Detroit (USA) bekannt, dass sie am 14. März 2018 Anklage gegen Winterkorn erhoben habe. Ihm werden Betrug in drei Fällen und Verschwörung gegen den Clean Air Act vorgeworfen. Außerdem wurde ein internationaler Haftbefehl gegen ihn erlassen.
Im April 2019 erhob die Staatsanwaltschaft Braunschweig unter anderem wegen schweren Betrugs Anklage. Das Landgericht Braunschweig ließ am 9. September 2020 eine Anklage gegen Winterkorn und vier weitere Volkswagen-Beschäftigte zu. Die Richter sehen einen hinreichenden Tatverdacht und damit eine „überwiegende Verurteilungswahrscheinlichkeit“, dass die fünf Manager „einen gewerbs- und bandenmäßigen Betrug“ begangen haben. Die Staatsanwaltschaft hatte lediglich den Vorwurf des besonders schweren Betruges erhoben. Das Landgericht Braunschweig ließ auch eine Anklage gegen Winterkorn wegen des Verdachts der Marktmanipulation zu. Im Januar 2021 wurde das Verfahren hierzu auf Antrag der Staatsanwaltschaft eingestellt. Die Hauptverhandlung wegen Betrugs sollte am 25. Februar 2021 beginnen; Winterkorn beantragte über seinen Anwalt im Januar 2021 eine Verschiebung aus gesundheitlichen Gründen. Im August 2021 wurde bekannt, dass Winterkorn dringend an der Hüfte operiert werden müsse, um irreparable Schäden zu vermeiden. Zu diesem Ergebnis kamen auch die vom Gericht bestellten Ärzte. Da das Gericht eine weitere Verschiebung des Prozesses vermeiden wollte, wurde den übrigen Angeklagten und der Staatsanwaltschaft vorgeschlagen, den Prozess ohne Winterkorn durchzuführen und erst nach Ende des ersten Prozesses nachzuholen.
Der Prozess gegen Winterkorn begann Anfang September 2024 und war auf 90 Verhandlungstage angesetzt. Ende September sagte das Landgericht angesetzte Termine „aus gesundheitlichen Gründen des Angeklagten“ ab und ordnete ein ärztliches Gutachten an. Am 1. Juli 2025 wurde das Verfahren wegen Verhandlungsfähigkeit vorläufig eingestellt.

### Privates
Winterkorn hat einen Sohn aus erster und einen Sohn aus zweiter Ehe. Im August 2015 gründete er in München zusammen mit seiner zweiten Frau Anita zwei Firmen, die OGH Immo GmbH und etwas später die M+A OGH Immo GmbH & Co. KG. Unternehmensziel ist die „Verwertung eigener Immobilien“. Seine Frau ist alleinige Geschäftsführerin. Mit den Unternehmensgründungen transferierte Winterkorn Teile seines Vermögens an diese Gesellschaften.

## Auszeichnungen
- 2006: Bayerischer Verdienstorden des Freistaates Bayern
- 2007: Ehrenprofessor der Tongji-Universität in Shanghai, zu der Volkswagen seit Jahren enge wissenschaftliche Kontakte unterhält
- 2008: Verdienstmedaille des Landes Baden-Württemberg
- 2009: Ehrenring der Stadt Garbsen[34]
- 2011: Ehrendoktor der Technischen Universität Chemnitz[35]
- 2012: Manager des Jahres des Manager Magazin
- 2012: Ehrendoktor der Technischen Universität München[36]
- 2013: Dresdner Sankt Georgs Orden in der Kategorie Wirtschaft[37]
- 2014: Großkreuz des Ordens Isabellas der Katholischen (Spanien)